# Monique Currie
Pour les articles homonymes, voir Curie.
Monique Currie est une joueuse de basket-ball américaine, née le 25 février 1983 à Washington (district de Columbia).

## Biographie

### Carrière universitaire
Elle étudie à la Bullis High School de Potomac Airfield (Maryland), puis rejoint Duke où elle est une des trois plus joueuses à avoir inscrit plus de 2 000 points, conduisant les Blue Devils au tournoi final NCAA en 2002, 2003 et 2006. Elle inscrit 14 lancers francs sans échec dans le match du championnat de l'ACC lors de son année freshman. Après Georgia Schweitzer puis, par deux fois, Iciss Tillis, elle est la troisième Blue Devils à être nommé meilleure joueuse du tournoi de l'ACC.
Blessée en pré-saison à l'automne 2002, elle ne dispute aucune rencontre durant la saison 2002-2003. Dans sa carrière, elle inscrit 2 122 points (alors 3e de l'histoire de Duke), soit 15,2 points de moyenne (5e), avec une adresse de 78,2 ̤aux lancers francs (5e), 874 rebonds (4e), 413 passes décisives (6e), 75 contres (10e), 228 interceptions (4e), 538 lancers francs réussis (3e), 22 double-doubles (5e), 123 victoires (5e), 127 matchs débutés (5e), 140 rencontres disputées (2e) et 4 013 minutes jouées (2e).

## WNBA
Elle est draftée en troisième position par le Sting de Charlotte et finit dans la WNBA All-Rookie Team 2006.
Elle est échangée par le Sky de Chicago durant la saison 2007 contre Chasity Melvin, qui l'avait recrutée comme premier choix de la draft de dispersion consécutive à la disparition du Sting de Charlotte.
En février 2015, elle rejoint le champion en titre Mercury de Phoenix comme agent libre. Lors de la dernière semaine de la saison régulière, elle reçoit pour la première fois de sa carrière la distinction de meilleure joueuse de sa conférence, période durant laquelle le Mercury une rencontre sur deux pour conclure l'exercice 2015 sur un bilan de 20 victoires pour 14 revers. Elle réussit sa meilleure performance de la saison avec 22 points lors du succès obtenu face aux Sparks de Los Angeles, de nouveau porté à 26 unités lors du dernier match remporté par le Shock de Tulsa.
Peu avant le début de la saison 2016, elle est transférée aux Stars de San Antonio contre un second tour de la draft WNBA 2017. Après la blessure de Kayla McBride début juillet, elle réalise sa meilleure performance de la saison avec 20 points pour permettre aux Stars d'obtenir une victoire inattendue 77 à 710 face aux Mystics de Washington.

## A l'étranger
Pour 2017-2018, elle joue en Corée du Sud avec KB Stars.

## USA Basketball
Elle est sélectionnée dans l'équipe nationale américaine U19, qui participe au championnat du monde à Brno en juillet 2001 et remporte la médaille de bronze (6 victoires  - 1 défaite), Currie ayant 3,2 points de moyenne avec 44 ̥ de réussite et 2,2 rebonds par rencontre.
Monique Currie est également membre de l'équipe qui remporte le championnat du monde universitaire 2005, remportant ses sept rencontres, à Izmir. Elle inscrit 8,9 points par rencontre.

## Clubs

### NCAA
- 2001-2006 : Blue Devils de Duke

### WNBA
- 2006 : Sting de Charlotte
- 2007 : Sky de Chicago
- 2007-2014 : Mystics de Washington
- 2015 : Mercury de Phoenix
- 2016-2017 : Stars de San Antonio
- 2017- : Mercury de Phoenix
- 2018- : Mystics de Washington

## Europe
- 2006-2007 :  Elitzur Ramla
- 2009-2010 :  Basket Femminile Venezia Reyer
- 2009-2010 :  Nadejda Orenbourg
- 2010-2011 :  Galatasaray
- 2011-2012 :  Homend Antakya
- 2012-2013 :  Club Sportiv Municipal Târgoviște
- 2013-2014 :  Perfumerias Avenida Salamanque
- 2015-2016 :  Shinhan bank S-birds

## Palmarès
- Championne de l'ACC (2002, 2003, 2004 [2])
- Médaillée de bronze au Championnat du monde de basket-ball féminin des moins de 19 ans 2001[2]
- Médaille d'or au Championnat du monde universitaires 2005[8]

## Distinctions personnelles
- Meilleure joueuse du tournoi de l'ACC[2]
- Sélection au match The Stars at the Sun en 2010 avec l'équipe WNBA